# NiSource
NiSource Inc. (NYSE: NI) er et amerikansk energiselskab, der forsyner 3,5 mio. naturgaskunder og 0,5 mio. elektricitetskunder. Virksomheden er baseret i Merrillville, Indiana og har over 8.000 ansatte.
NiSource blev etableret i 1912 som Northern Indiana Public Service Company, der fusionerede med flere andre selskaber og blev til Columbia Gas and Electric Corporation.